# Astragalus hakkianus
Astragalus hakkianus es una especie de planta del género Astragalus, de la familia de las leguminosas, orden Fabales.

## Distribución
Astragalus hakkianus se distribuye por Irán.

## Taxonomía
Fue descrita científicamente por Bagheri, Maassoumi & Rahimin. Fue publicada en Feddes Repert. 124: 46 (2014).